# Zašto praviš slona od mene / Ljubav se zove imenom tvojim
Zašto praviš slona od mene / Ljubav se zove imenom tvojim debitantski je singl hrvatskog skladatelja, tekstopisca i glazbenika Dina Dvornika, koji izlazi 1988. g.
Objavljuje ga diskografska kuća Jugoton, sadrži dvije skladbi, a njihov producent je Dino Dvornik.
Ovaj singl izdan je kao najava za nadolazeći album Dino Dvornik, a sadrži skladbe koje su sve veliki hitovi, "Zašto praviš slona od mene" i "Ljubav se zove imenom tvojim".

## Popis pjesama
1. "Zašto praviš slona od mene" - 4:23
  - Dino Dvornik - Zlatan Stipišić Gibonni - Dino Dvornik
2. "Ljubav se zove imenom tvojim" - 4:38
  - Dino Dvornik - Goran Kralj - Dino Dvornik

## Vanjske poveznice
- discogs.com - Dino Dvornik - Zašto praviš slona od mene / Ljubav se zove imenom tvojim